# (8589) Stellaris
(8589) Stellaris (4068 P-L) – planetoida z pasa głównego asteroid okrążająca Słońce w ciągu 3,28 lat w średniej odległości 2,21 au. Odkryta 24 września 1960 roku.